# Нибио (Леко)
Нибио је насеље у Италији у округу Леко, региону Ломбардија.
Према процени из 2011. у насељу је живело 25 становника. Насеље се налази на надморској висини од 1245 м.